# Aphyocharax nattereri
Aphyocharax nattereri är en fiskart som först beskrevs av Franz Steindachner 1882.  Aphyocharax nattereri ingår i släktet Aphyocharax och familjen Characidae. Inga underarter finns listade i Catalogue of Life.